# BYU Television International
O conteúdo exibido pelo BYU Television International, ou simplesmente BYU TVI, provém primariamente dos campus da Universidade Brigham Young (BYU, BYU-Idaho, e BYU-Hawaii) e de A Igreja de Jesus Cristo dos Santos dos Últimos Dias. Conteúdos adicionais são fornecidos por produtores independentes e Bonneville International (incluindo KSL Television e Bonneville Communications).
Com alcance mundial, o BYU TVI busca trazer uma programação de alta qualidade para os telespectadores ao redor do globo. Disponível por meio de serviços de transmissão direta por satélite, operadores de cabo, streaming de Internet, do sistema de satélites da Igreja e por meio de aplicativos para IPod, IPad e IPhone, lançados em 2011; e dispositivos Android e Xbox 360, lançados em junho de 2013.
A partir de  1 de agosto de 2015, o canal será substituído pela Fish TV na Oi TV.

## Programação
O canal produz séries originais e documentários com base na comédia, história, estilo de vida, música e drama. Também transmite regularmente filmes clássicos da Disney, documentários naturais, dramas médicos, criminais e programas religiosos.
O BYU TVI já conquistou muitos prêmios Emmy[carece de fontes?] e várias de suas séries originais foram elogiadas nacionalmente por críticos de televisão nos Estados Unidos.
Abaixo segue uma lista com alguns programas que compõem o BYU TVI:
- Devocionais da BYU e fóruns
- Serões do SEI e da Igreja
- Transmissões e retransmissões das Conferências Gerais
- Semana de Educação BYU e Conferências para as Mulheres
- Eventos esportivos da BYU
- Interpretações musicais da BYU
- Música e a Palavra Proferida
- Center Street and Family Times
- Documentários BYU
- Discussões e simpósios com o corpo docente da BYU e do SEI